# VIA Technologies
VIA Technologies je poznati proizvođač računalnih chipseta i procesora koji se nalazi u vlasništvu kompanije Formosa Plastics Group.

## Povijest tvrtke
VIA Tehnologies je osnovana 1987. godine od strane bivšeg zaposlenika Intela Wen Chi Chena. Kompanija je dobila ime po skraćenici engleskih riječi Very Innovative Architecture. Pet godina nakon osnivanja sjedište VIA je preseljeno iz Silicijske doline, SAD u Taipei, glavni grad Tajvana.
Između 1992. i 1996. godine napredak ove kompanije postaje jasan pošto je pozvana da bude jedan od suradnika u osnivanju novog PC standarda ili preciznije PCIa. Ipak zlatno doba od VIA Tehnologies će započeti tek 1999. godine kada Intel čini krivi korak napuštanjem SDRam memorije. U tom trenutku veći broj proizvođača matičnih ploča i kupaca okrenut će se od Intela i skupe RDRAM memorije prema ovoj kompaniji i njenim chipsetima koji će pružiti podršku za SDRam memoriju brzine 133 Mhz.
Koristeći novostečeno bogatstvo stečeno tim uspjehom kompanija će 1999. godine kupiti proizvođače procesora Centaur Technology i Cyrix. Tom kupovinom ona će dobiti pravo za proizvodnju serije procesora Winchip i Cyrix MII. Kako se dizajnerski tim Cyrix-a raspao prije kupovine VIA Technologies je odlučio da počne usavršavati Winchip seriju procesora i potom ju prodavati pod marketinški puno popularnijim imenom Cyrix III, a potom pod imenom C3 i C7. Bez obzira na neuspjeh tih proizvoda VIA je nastavila s kupovinama tako da 2001. godine kupuje kompaniju S3 Graphics koja se bavi proizvodnjom grafičkih kartica kako bi usavršila svoja integrirana rješenja.
Prestankom korištenja SDRam memorije u računalima značaj ove kompanije se počeo smanjivati i ona se počinje okretati tržištu koje traži procesore koji koriste što manju količinu energije u čemu su procesori C3 i C7 bili tržišni pobjednici.
Na tržištu chipseta VIA Technologies je pala na nisko četvrto mjesto nakon što ju je i NVIDIA prestigla nForce2 Chipsetom još 2002. godine. Tijekom posljednje dvije godine zbog neizdavanja novih chipseta (osim reizdavanja novih obrada starih) VIA je definitivno izgubila i ovu tržišnu utakmicu ostajući jedino kao best buy u kategoriji chipseta koji podržavaju danas zastario Windows 98 pošto su ga svi drugi jači igrači (Intel, AMD, NVIDIA) odavno prestali podržavati.

## Vanjske poveznice
Službene stranice tvrtke VIA Technologies